# Musikjahr 1692
Liste der Musikjahre

◄◄ | ◄ | 1688 | 1689 | 1690 | 1691 | Musikjahr 1692 | 1693 | 1694 | 1695 | 1696 | ► | ►►

Weitere Ereignisse
Dieser Artikel behandelt das Musikjahr 1692.

## Ereignisse
- 31. Mai: Antonio Lotti wird als 2. Organist am Markusdom in Venedig berufen. Zuvor hatte er bereits sein Können als Aushilfsorganist unter Beweis gestellt.
- 07. Juli: Giuseppe Felice Tosi wird zweiter Organist in der Basilika San Petronio in Bologna.
- Giovanni Bononcini macht die Bekanntschaft mit dem berühmten Librettisten Silvio Stampiglia. In Zusammenarbeit mit Stampiglia entstehen in den kommenden Jahren fünf Opern.

### Uraufführungen

#### Oper
- 12. Januar: Die Uraufführung der Pasticcio Eraclea ovvero Il ratto delle Sabbine von Giovanni Bononcini findet im Tordinona in Rom statt.
- 00. Februar: Die Oper Le rivali concordi, ein „dramma“ in drei Akten von Agostino Steffani auf das Libretto von Ortensio Mauro wird in Hannover uraufgeführt.
- 02. Mai: Die Uraufführung der Masque oder Semi-Oper The Fairy-Queen von Henry Purcell erfolgt im Dorset Garden Theatre in London. Das Libretto ist eine anonyme Bearbeitung des Sommernachtstraums von William Shakespeare, als Autor wird Thomas Betterton vermutet. Zu dieser Zeit ist Shakespeares Sommernachtstraum etwa hundert Jahre alt; sein Text wurde dem zeitgenössischen Geschmack angepasst, und die Rolle der Feenkönigin wurde mehr hervorgehoben. Insbesondere wurde das Werk gekürzt, um die Einführung musikalischer Szenen zu ermöglichen. Der Erfolg der Fairy Queen ist groß, aber die Aufführung erweist sich als wahrhaft kostspielig. Um ihre Ausgaben wieder hereinzubekommen, spielte die Theatergesellschaft United Company das Stück im darauffolgenden Jahr mit einigen musikalischen Änderungen neu.
- Drei Opern von Carlo Agostino Badia haben Uraufführung:
  - La ninfa Apollo in Rom und Mailand
  - La Rosaura, ovvero Amore figlio della gratitudine in Innsbruck
  - L’amazone corsara, ovvero L’Alvida, regina de’ Goti in Innsbruck
- Giovanni Bononcini – La nemica d'Amore
- La Teodora Augusta von Alessandro Scarlatti auf das Libretto von A. Morselli wird in Neapel erstmals aufgeführt.

#### Jesuitentheater
- 06. August: Das Jesuitendrama Rex invitus martyr invictus coronam terrestrem … von Heinrich Ignaz Franz Biber auf den Text von Vitus Kaltenkrauter [C. App. 30] wird erstmals in Salzburg aufgeführt (nur Text erhalten).

### Instrumentalmusik

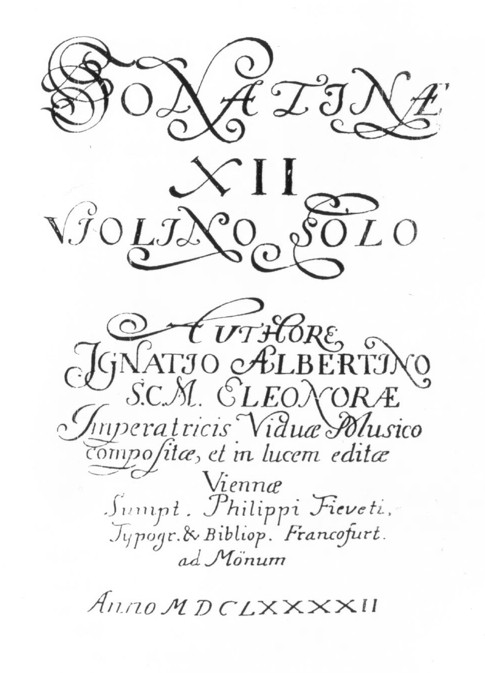
Titelblatt der Sonatinae (1692), der einzigen überlieferten Sammlung von Kompositionen Ignazio Albertinis

- Ignazio Albertini – Sonatinae, zwölf Sonaten für Violine und Basso continuo (gedruckt in Wien und Frankfurt)
- John Lenton and Thomas Tollett – A Consort of Musick of Three Parts
- Ludovico Roncalli – Capricci armonici sopra la chitarra spagnola („Harmonische caprices für spanische Gitarre“), Bergamo, Suiten für 5-chörige Barockgitarre
- Giuseppe Torelli – 6 Sinfonie a tre e 6 Concerti a quattro, op. 5 (in Bologna)
- Giovanni Battista Vitali – Sonate da camera a due violini e violone, op. 14 posthum, bestehend aus 41 Tänzen.

#### Gambe
- Marin Marais – Pièces en trio pour les flûtes, violons et dessus de viole avec la basse continue (Trios für Flöten, Violinen und Diskantgambe mit b.c.)

#### Klavier
- Johann Kuhnau – 7 Suiten und 1 Sonata: Neuer Clavier-Übung, anderer Theil (für Cembalo, Clavichord u. ä.)

### Vokalmusik

#### Geistlich
- Heinrich Ignaz Franz Biber – Requiem ex F con terza min(ore) in f-Moll (nach 1692)
- Marc-Antoine Charpentier – Te Deum D-Dur, H. 146 (genaue Entstehungszeit nicht bekannt, aber vermutlich 1692 ?. Das Hauptthema aus dem Prélude ist bekannt als Eurovisionsmelodie.)
- Giovanni Legrenzi – Motetti Sacri a voce sola con tre strumenti. op. 17 (publiziert bei Gioseppe Sala, Venedig)
- Henry Purcell – Ode to St. Cecilia. Hail bright Cecilia Z 328 Text: Nicholas Brady (1659–1726) Uraufführung: 22. November 1692 in Station’s Hall, London

#### Weltlich
- Michel Lambert – Airs de Monsieur Lambert non Imprimez, Manuskript (Paris um 1692)

### Instrumentenbau
- Die heute unter den Namen „Bennett“ und „Falmouth“ bekannten Violinen sowie das Violoncello „Segelman, Hart“ werden in der Werkstatt von Antonio Stradivari gefertigt.

## Geboren

### Geburtsdatum gesichert
- 03. Februar: Giacinto Fontana, später als Farfallino bekannt; Sopran-Kastrat und Frauendarsteller († 1739)
- 08. April: Giuseppe Tartini, Komponist und Violinvirtuose († 1770)
- 19. April: Wilhelm Ernst Starke, deutscher reformierter Theologe, Philologe und Kirchenlieddichter († 1764)
- 28. Mai: Geminiano Giacomelli, italienischer Opernkomponist und Gesangslehrer († 1740)
- 16. Juni (getauft): Gottfried Simonis, deutscher evangelischer Kirchenlieddichter († nach 1722)
- 02. November: Unico Wilhelm van Wassenaer, niederländischer Adliger, Diplomat und Komponist († 1766)

### Geboren vor 1692
- Francesco Acciarelli, italienischer Komponist und Organist († nach 1710)
- Johann Christian Rau, deutscher Opernsänger (Bass), Kapellmeister und Komponist († 1721)

## Gestorben

### Todesdatum gesichert

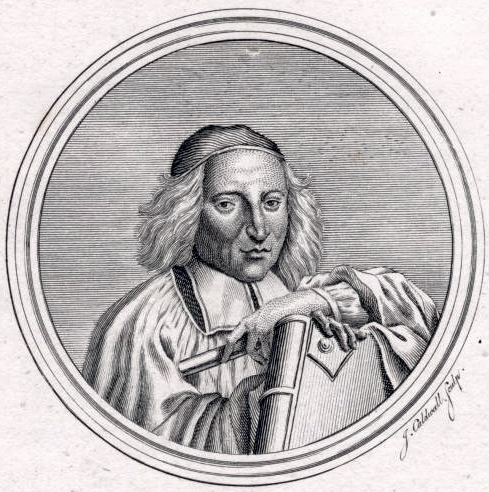
Antimo Liberati; † 24. Februar

- 24. Februar: Antimo Liberati, italienischer Musiktheoretiker, Sänger, Organist, Kapellmeister und Komponist (* 1617)
- 20. Juli: Heinrich Bach, deutscher Organist und Komponist (* 1615)
- 12. Oktober: Giovanni Battista Vitali, italienischer Violinist, Sänger und Komponist (* 1632)
- 14. November: Christoph Bernhard, deutscher Komponist, Kapellmeister und Musiktheoretiker (* 1628)
- 00. Dezember: Giovanni Buonaventura Viviani, italienischer Komponist und Violinist (* 1638)

### Genaues Todesdatum unbekannt
- Michelangelo Falvetti, italienischer Komponist und Kapellmeister (* 1642)
- Augustin Grieninger, deutscher Augustinerchorherr, Komponist und Dichter (* 1638)
- John Reading, englischer Komponist und Organist (* um 1645)
- Peter Sohren, deutscher Kirchenmusiker (* um 1630)